# ألباين
ألباين (يوتا) (بالإنجليزية: Alpine, Utah) هي مدينة تقع في الولايات المتحدة في مقاطعة يوتا، يوتا. يقدر عدد سكانها بـ 9,853 نسمة ومساحتها 19.2 كم2 وترتفع عن سطح البحر 1,509 متر.

## التركيبة السكانية
حدّد مكتب تعداد الولايات المتحدة بيانات التركيبة السكانية لألباين في تعداد الولايات المتحدة. في ما يلي، التركيبة السكانية حسب تعدادي 2000 و2010.

### تعداد عام 2000
بلغ عدد سكان ألباين 7,146 نسمة بحسب تعداد عام 2000، وبلغ عدد الأسر 1,662 أسرة وعدد العائلات 1,546 عائلة مقيمة في المدينة. في حين سجلت الكثافة السكانية 346.9 نسمة لكل كيلومتر مربع (898.5/ميل2). وبلغ عدد الوحدات السكنية 1,734 وحدة بمتوسط كثافة قدره 84.2 لكل كيلومتر مربع (218.1/ميل2).
وتوزع التركيب العرقي للمدينة بنسبة 97.40% من البيض و0.18% من الأمريكيين الأفارقة و0.20% من الأمريكيين الأصليين و0.29% من الأمريكيين ذوي الأصول الآسيوية و0.17% من سكان جزر المحيط الهادئ و0.35% من الأعراق الأخرى و1.41% من عرقين مختلطين أو أكثر و1.60% من الهسبانيون أو اللاتينيون من أي عرق.
بلغ عدد الأسر 1,662 أسرة كانت نسبة 65.9% منها لديها أطفال تحت سن الثامنة عشر تعيش معهم، وبلغت نسبة الأزواج القاطنين مع بعضهم البعض 86.5% من أصل المجموع الكلي للأسر، ونسبة 4.9% من الأسر كان لديها معيلات من الإناث دون وجود شريك،  بينما كانت نسبة 1.6% من الأسر لديها معيلون من الذكور دون وجود شريكة وكانت نسبة 7% من غير العائلات. تألفت نسبة 6.3% من أصل جميع الأسر من عدة أفراد يعيشون في نفس المنزل ونسبة 3.1% كانت تتألف من شخص يعيش بمفرده يبلغ من العمر 65 عاماً أو أكثر. وبلغ متوسط حجم الأسرة المعيشية 4.30، أما متوسط حجم العائلات فبلغ 4.51.
بلغ العمر الوسطي للسكان 21.0 عاماً. وكانت نسبة 44.9% من القاطنين تحت سن الثامنة عشر، وكانت نسبة 9.4% بين الثامنة عشر والرابعة والعشرين عاماً، ونسبة 23.3% كانت واقعةً في الفئة العمرية ما بين الخامسة والعشرين والرابعة والأربعين عاماً، ونسبة 17% كانت ما بين الخامسة والأربعين والرابعة والستين، ونسبة 5.3% كانت ضمن فئة الخامسة والستين عاماً فما فوق. يوجد لكل 100 أنثى 101.3 ذكر، ويوجد لكل 100 أنثى في الثامنة عشر من عمرها فما فوق 99.7 ذكر.
بلغ متوسط دخل الأسرة في المدينة 72,880 دولارًا، أما متوسط دخل العائلة فبلغ 74,891 دولارًا. وكان متوسط دخل الذكور 57,250 دولارًا مقابل 33,571 دولارًا للإناث. وسجل دخل الفرد الخاص بالمدينة 21,716 دولارًا. وكانت نسبة 3.5% من العائلات ونسبة 3.6% من السكان تحت خط الفقر، وكان من هؤلاء نسبة 3.6% تحت سن الثامنة عشر ونسبة 9.1% في الخامسة والستين من العمر وما فوق.

### تعداد عام 2010
بلغ عدد سكان ألباين 9,555 نسمة بحسب تعداد عام 2010، وبلغ عدد الأسر 2,389 أسرة وعدد العائلات 2,171 عائلة مقيمة في المدينة. في حين سجلت الكثافة السكانية 463.8 نسمة لكل كيلومتر مربع (1,201.2/ميل2). وبلغ عدد الوحدات السكنية 2,529 وحدة بمتوسط كثافة قدره 122.8 لكل كيلومتر مربع (318.1/ميل2).
وتوزع التركيب العرقي للمدينة بنسبة 95.70% من البيض و0.60% من الأمريكيين الأفارقة و0.23% من الأمريكيين الأصليين و0.91% من الأمريكيين ذوي الأصول الآسيوية و0.14% من سكان جزر المحيط الهادئ و0.62% من الأعراق الأخرى و1.81% من عرقين مختلطين أو أكثر و2.43% من الهسبانيون أو اللاتينيون من أي عرق.
بلغ عدد الأسر 2,389 أسرة كانت نسبة 56.6% منها لديها أطفال تحت سن الثامنة عشر تعيش معهم، وبلغت نسبة الأزواج القاطنين مع بعضهم البعض 83.6% من أصل المجموع الكلي للأسر، ونسبة 5.4% من الأسر كان لديها معيلات من الإناث دون وجود شريك،  بينما كانت نسبة 1.8% من الأسر لديها معيلون من الذكور دون وجود شريكة وكانت نسبة 9.1% من غير العائلات. تألفت نسبة 8.2% من أصل جميع الأسر من عدة أفراد يعيشون في نفس المنزل ونسبة 4.8% كانت تتألف من شخص يعيش بمفرده يبلغ من العمر 65 عاماً أو أكثر. وبلغ متوسط حجم الأسرة المعيشية 4.00، أما متوسط حجم العائلات فبلغ 4.24.
بلغ العمر الوسطي للسكان 26.0 عاماً. وكانت نسبة 39.1% من القاطنين تحت سن الثامنة عشر، وكانت نسبة 9.8% بين الثامنة عشر والرابعة والعشرين عاماً، ونسبة 19.7% كانت واقعةً في الفئة العمرية ما بين الخامسة والعشرين والرابعة والأربعين عاماً، ونسبة 23% كانت ما بين الخامسة والأربعين والرابعة والستين، ونسبة 8.5% كانت ضمن فئة الخامسة والستين عاماً فما فوق. وتوزع التركيب الجنسي للسكان بنسبة 50.1% ذكور و49.9% إناث.